# Killing Fields
Killing Fields är en amerikansk TV-serie som började sändas den 5 januari 2016 i USA i tv-kanalen Discovery Channel. TV-serien marknadfördes som dokumentärserie men är i själva verket mer av en realityserie. Det vill säga att serien är manusbaserad och skådespelat men på ett sätt som ska få den att likna en dokumentärfilm. Rollerna spelas av riktiga poliser och historien är löst baserad på ett riktigt fall. Serien visar polisens återupptagna utredning på ett mordfall i Louisiana. 1997 hittades studenten Eugenie Boisfontaines kropp i ett dike nära LSU Lakes i Baton Rouge. På hennes kropp syntes spår av våld. Polisen lyckades dock inte lösa fallet och undersökningen körde fast. Nästan två årtionden senare går polismannen som hade hand om fallet ur pensionen för att återuppta jakten på mördaren.
Serien börjades visas i Sverige på kanal 9 i oktober 2016.